# Variabele bitrate
Variabele bitrate of VBR is een MPEG-codering.
Beelden met weinig beweging en detail gebruiken een lagere bitrate en nemen dus minder schijfruimte in, terwijl gedetailleerde beelden met veel beweging een hogere bitrate gebruiken.
Ook bij geluid (MP3) kan men van het VBR-principe gebruikmaken: rustige stukken vereisen minder bits dan dynamische stukken muziek.
Dit in tegenstelling tot CBR (constant bitate), eveneens een MPEG-codering die voor elk van de individuele frames van een scène een vastgestelde aantal bits gebruikt. Een voordeel bij CBR is dat je gemakkelijk op voorhand de bestandsgrootte kan bepalen, een nadeel is dat alle beelden of ze nu stilstaand zijn of met veel beweging, ze op dezelfde manier behandeld worden.